# Via Beuronensis

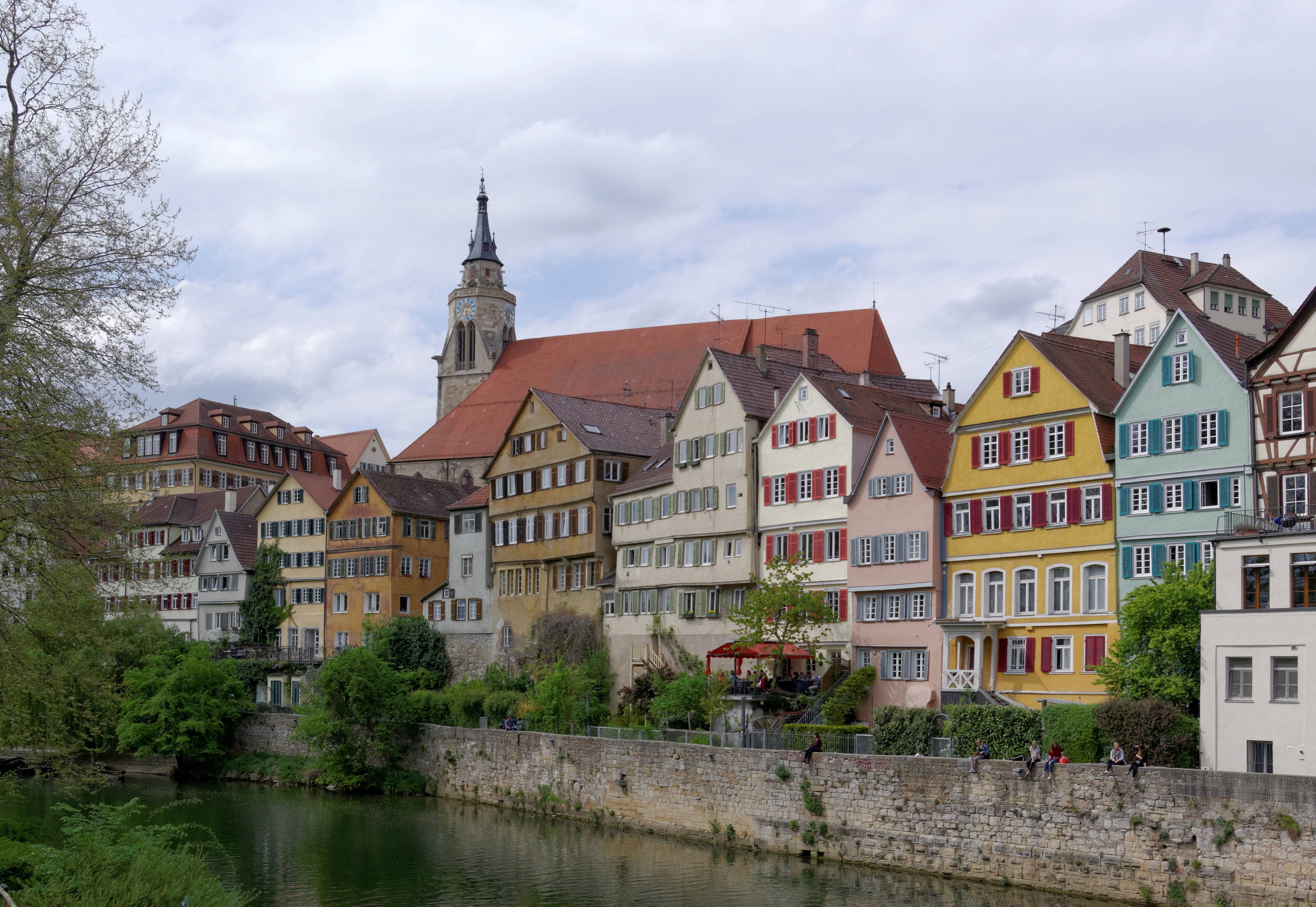
Tübingen, die Universitätsstadt am Neckar, ist Ausgangspunkt der Via Beuronensis

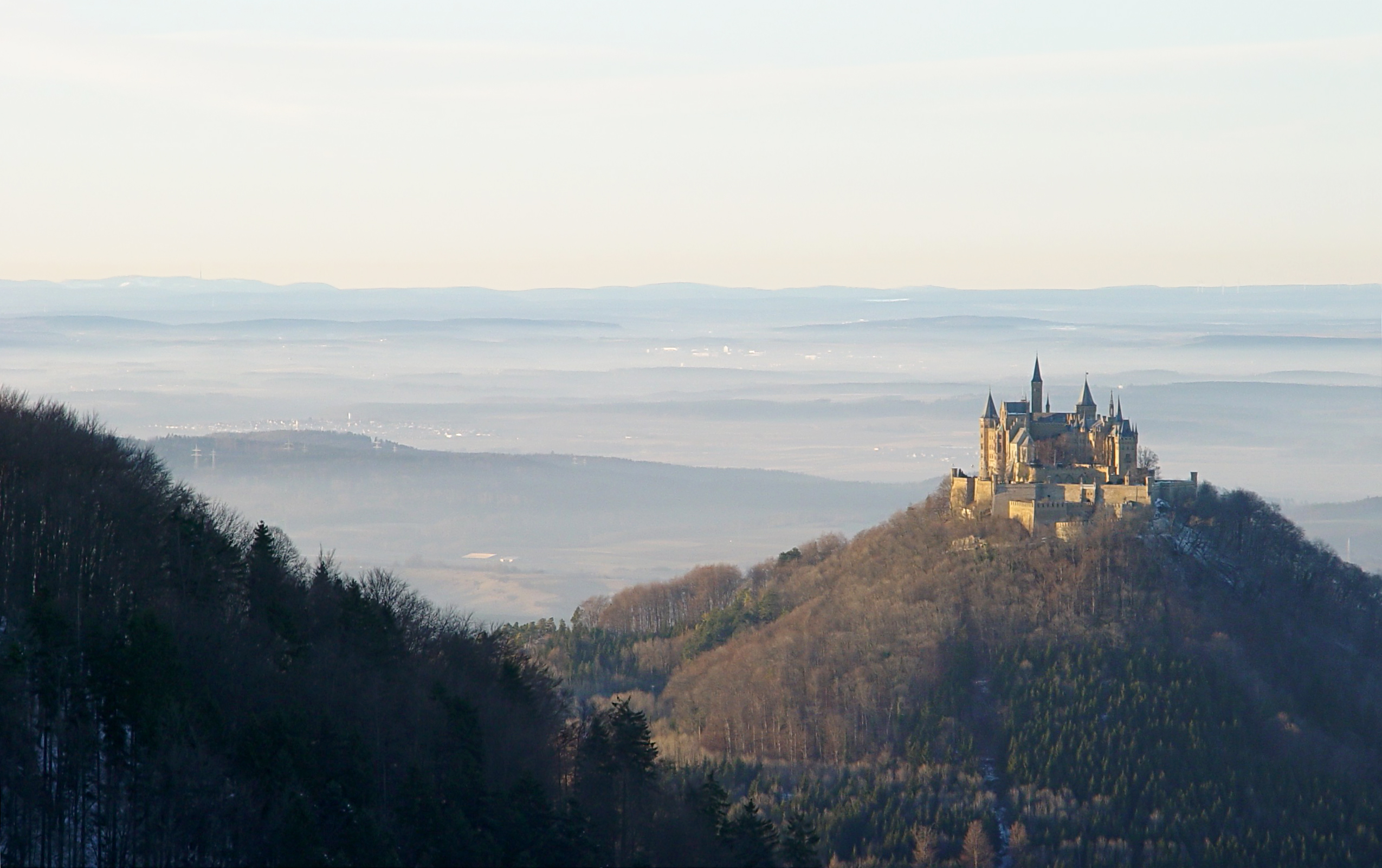
Schon von Tübingen her ist die Burg Hohenzollern am Trauf der Schwäbischen Alb sichtbar

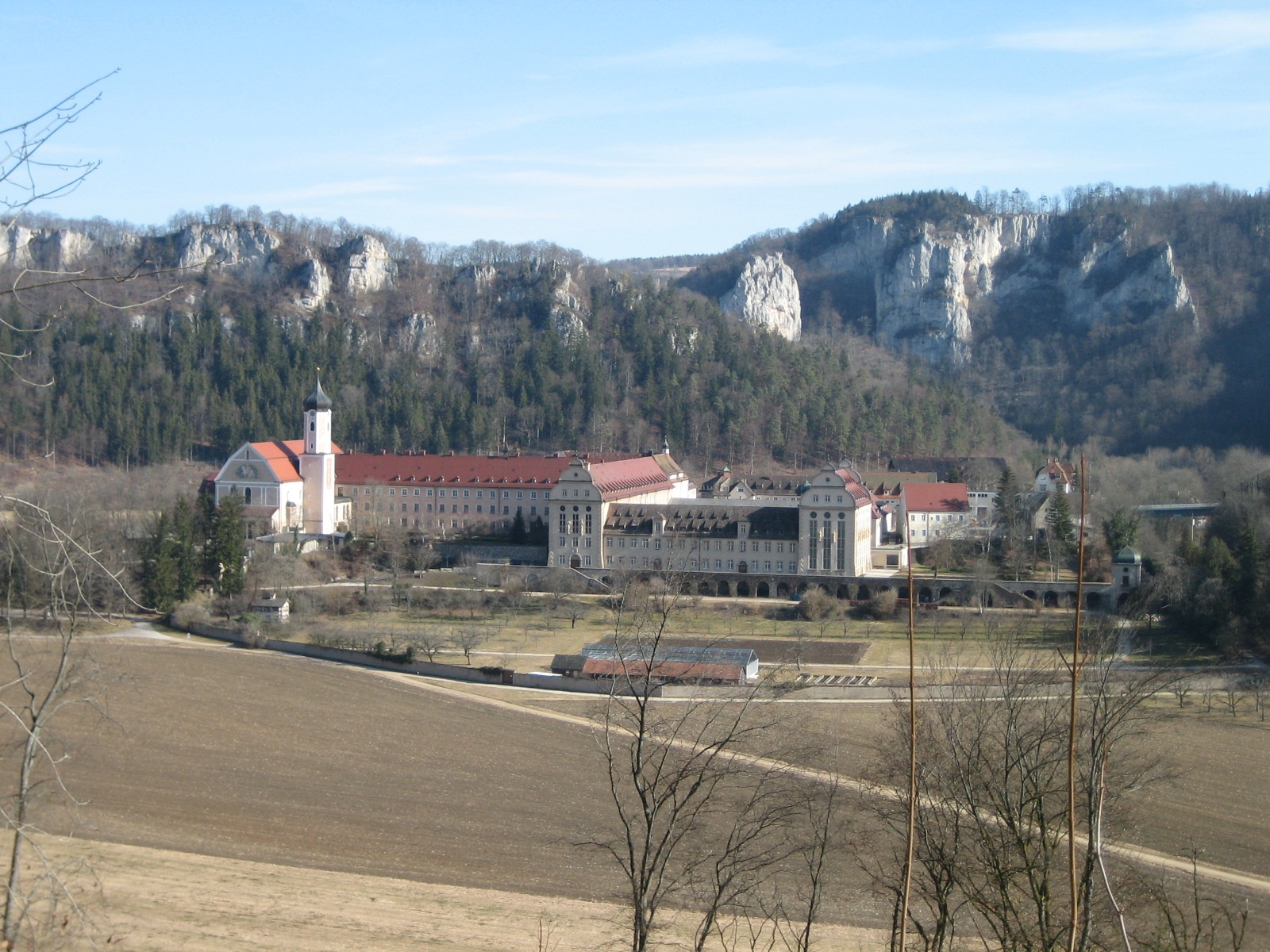
Nach der Erzabtei St. Martin zu Beuron ist die Via Beuronensis benannt; die benediktinische Abtei an der Donau markiert eine wesentliche Station zwischen Tübingen und Konstanz

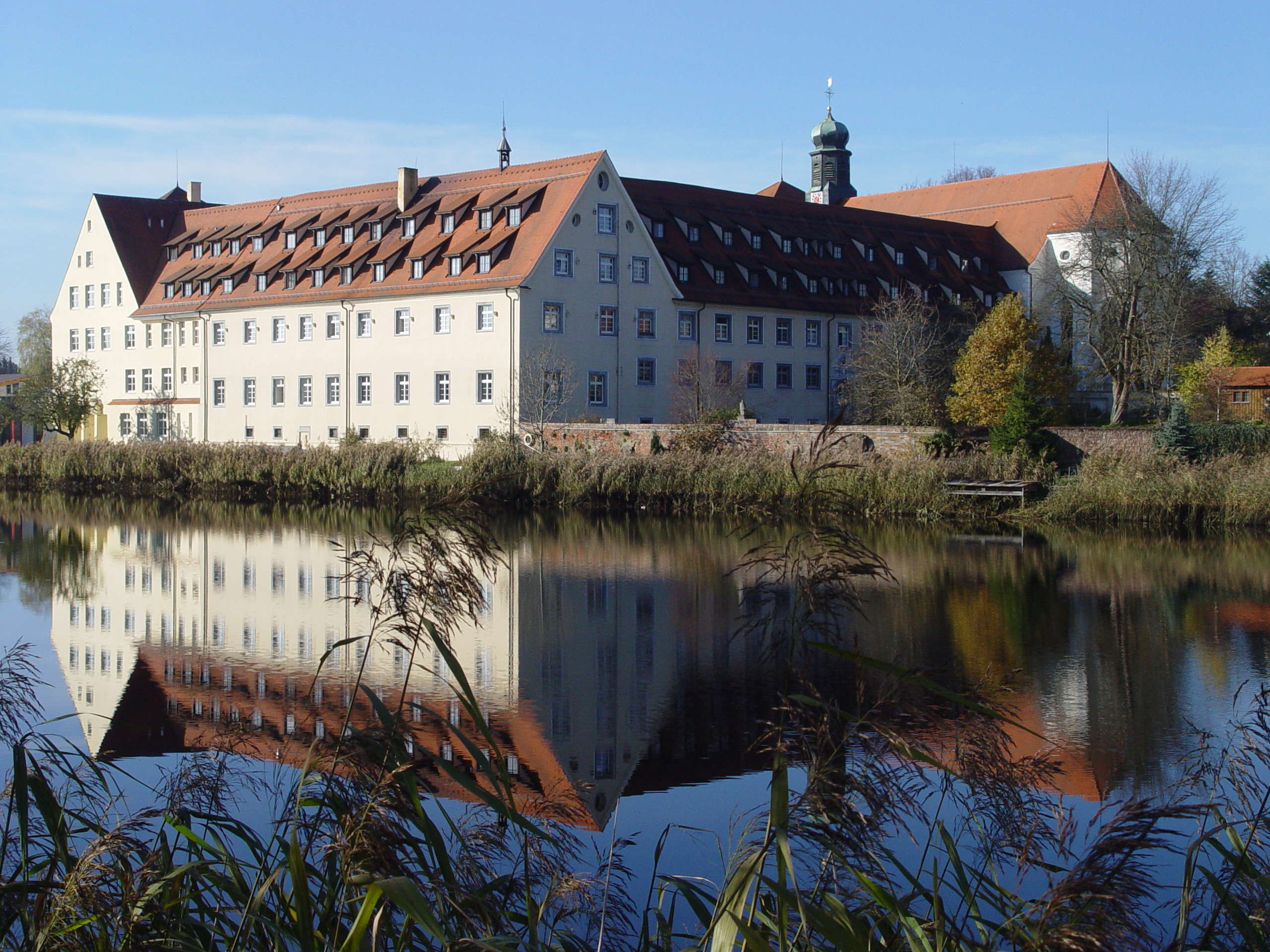
Das Ziel des eigentlichen Beuroner Jakobswegs, das Kloster Wald

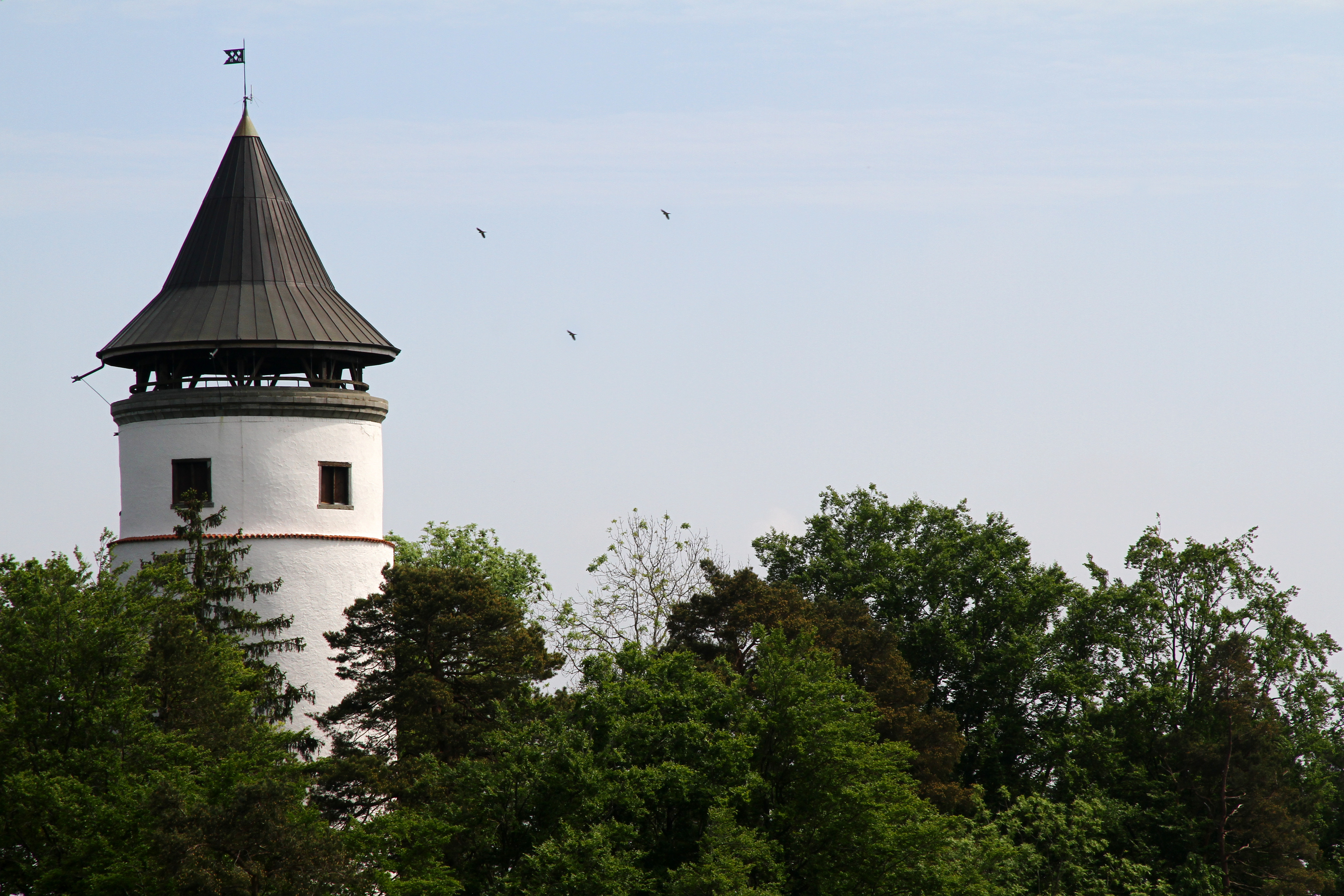
Die Ruine Hohenbodman am Linzgauer Jakobsweg ist heute ein stattlicher Aussichtsturm sowie eine prägende Landmarke. Der Turm bietet einen Rundblick über das Salemer Tal, den Bodensee und bei guter Sicht ein Alpenpanorama mit Schweizer und österreichischen Bergketten

Die von Vulkanen geprägte Hegaulandschaft im Vordergrund mit der Kette der Schweizer Hochalpen im Hintergrund wird auf dem Hegauer Jakobsweg sichtbar

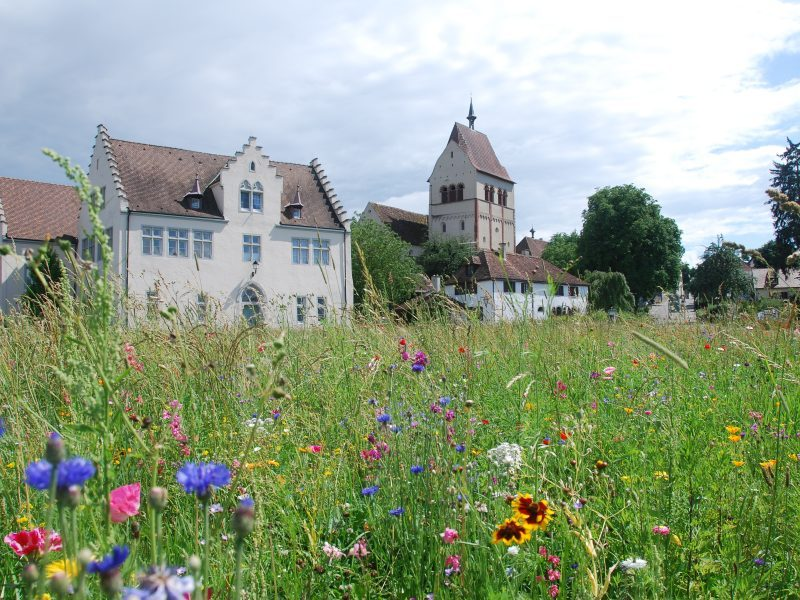
Der Hegauer Jakobsweg bietet eine Variante über die Bodenseeinsel Reichenau zum Kloster Reichenau

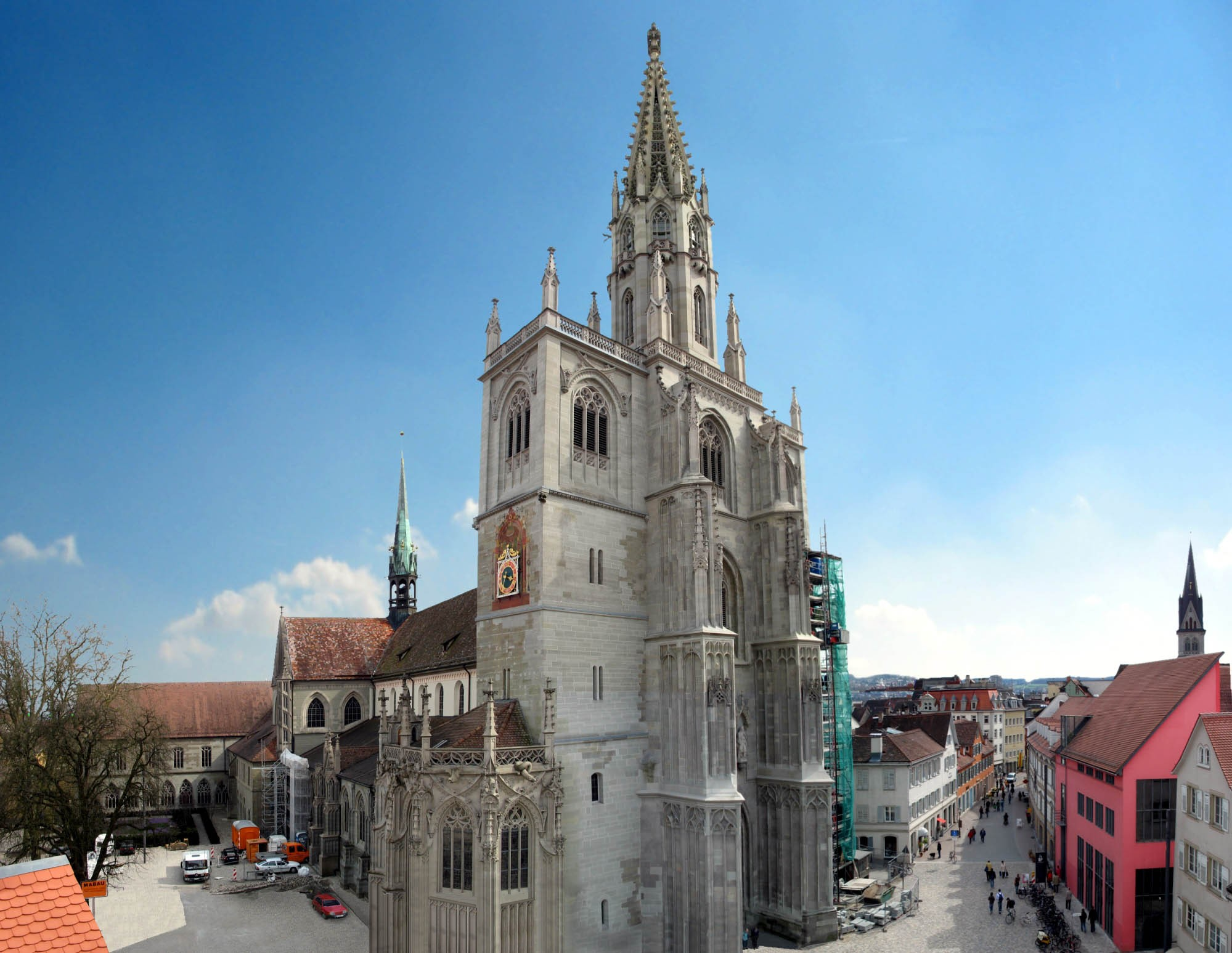
Am Konstanzer Münster endet die Via Beuronensis, um als Schwabenweg in und durch die Schweiz weiterzuführen

Unter Via Beuronensis werden im weitesten Sinne sechs Jakobswege zwischen Neckar und Bodensee zusammengefasst. Sie führen von Tübingen nach Konstanz. Der eigentliche Beuroner Jakob(u)sweg (Via Beuronensis) führt von Tübingen nach Wald. Er durchzieht vor allem das Vorland der Schwäbischen Alb, den Naturpark Obere Donau mit dem Donaudurchbruch bei Beuron, das Donautal und zuletzt das Bodenseegebiet. Die benediktinische Erzabtei Beuron im Tal der Oberen Donau ist die Namensgeberin für diesen Wegabschnitt des Jakobsweges.
Eine wichtige und entsprechend beschilderte Variante besteht durch den Hohenzollerischen Jakobsweg und durch die beiden zum Bodensee führenden Varianten Linzgauer Jakobsweg sowie Hegauer Jakobsweg.

## Wegstrecken
Tübinger Jakobsweg / 30,5 km
- Tübingen – Wurmlingen – Rottenburg am Neckar / 11,4 km
  - Rottenburg – Dettingen – Hechingen / 19,1 km

Hohenzollerischer Jakobsweg / 72,6 km – Variante A (kürzer und flacher)
- Hechingen – Schlatt – Jungingen – Ringingen – Burladingen / 20,3 km
  - Burladingen – Neufra – Hermentingen – Veringenstadt / 19,8 km
    - Veringenstadt – Veringendorf – Jungnau – Sigmaringen / 13,7 km
      - Sigmaringen – Laiz – Inzigkofen – Vilsingen – Engelswies – Igelswies – Meßkirch / 18,8 km
        - → weiter auf dem Linzgauer Jakobsweg

Beuroner Jakobsweg / 87,4 km – Variante B (namensgebender Hauptweg, aber weiter und höher)
- Hechingen – Wessingen – Bisingen – Balingen / 20,1 km
  - Balingen – Weilstetten – Lochenhörnle – Tieringen – Nusplingen / 23,6 km
    - Nusplingen – Bärenthal – Beuron / 15,4 km
      - Beuron – Buchheim – Meßkirch / 18,3 km
        - weiter auf dem Linzgauer Jakobsweg oder Hegauer Jakobsweg

Linzgauer Jakobsweg / 59,0 km – Normalweg ab Meßkirch bis Konstanz (östliche, kürzere Variante)
- Meßkirch – Wald – Pfullendorf / 19,4 km
  - Pfullendorf – Großstadelhofen – Schönach – Burg Ramsberg (Großschönach) – Taisersdorf – Owingen – Überlingen / 25,6 km
    - Überlingen am Überlinger See – Dettingen-Wallhausen – Litzelstetten – Konstanz / 14,0 km

Habsthaler Jakobsweg / 32,0 km – Zubringer-Variante ab Bad Saulgau (jedoch von Ulm)
- Bad Saulgau – Bolstern – Friedberg – Rosna – Kloster Habsthal / 20,1 km
  - Habsthal – Levertsweiler – Pfullendorf / 11,9 km
    - → weiter auf dem Linzgauer Jakobsweg oder Hegauer Jakobsweg

Hegauer Jakobsweg / 70,5 km – (erreicht den Gnadensee, westliche, weitere Variante)
- Wald – Sentenhart – Mindersdorf – Stockach / 23,6 km
  - Stockach – Ludwigshafen – Bodman – Liggeringen – Markelfingen / 25,5 km
    - Markelfingen am Gnadensee – Allensbach – Kloster Hegne – Wollmatingen – Konstanz / 21,4 km
    - → Variante zwischen Allensbach und Wollmatingen: über die Insel Reichenau zum Kloster Reichenau

## Wegbeschreibung

### Hauptweg, Teilungen und Varianten
Der Jakobsweg kommt von Esslingen am Neckar und führt ab Tübingen als Beuroner Jakobsweg zunächst über Rottenburg am Neckar, Hechingen nach Balingen. Sodann über den Lochenpass und über Teile des Großen Heuberges durch das Bäratal über Nusplingen nach Beuron. Am Lochenpass erreicht die Via Beuronensis am ausgesetzten Albtrauf mit dem 963 m ü. NHN hoch gelegenen Lochenhörnle den höchsten Scheitelpunkt.
Die Erzabtei Beuron verfügt über ein Pilgerbüro und betreut Pilger auch spirituell.
In Beuron kreuzen sich der Donauberglandweg, der Schwäbische-Alb-Südrand-Weg und der Oberschwäbische Pilgerweg mit der Via Beuronensis.
Von Beuron weiter in Richtung Süden führt der Hauptweg über Meßkirch weiter nach Wald (Kloster Wald).
In Wald teilt sich der Weg nach Konstanz.

#### Hohenzollerischer Jakobsweg (leichtere und kürzere Variante)
Alternativ kann man zur Überschreitung der Schwäbischen Alb ab Hechingen auch den Hohenzollerischen Jakobsweg durch das historische Land der Schwäbischen Hohenzollern wählen. Er folgt im Prinzip den Bahnlinien Hechingen–Gammertingen und Gammertingen–Sigmaringen. Damit ist er der bequemere der beiden Jakobswege über die Mittelgebirgslandschaft der Schwäbischen Alb. Er führt über Jungingen, Ringingen und Burladingen durch die Flusstäler der Fehla und Lauchert nach Veringenstadt zum Zwischenziel Sigmaringen; von dort nach Meßkirch, wo der Weg sich wieder mit der Stammroute vereinigt und nach Wald weiterführt.
In Ringingen wird mit einer Höhe von 825 m ü. NHN ein – verglichen mit der originalen Via Beuronensis-Route – deutlich niedrigerer Scheitelpunkt zur Überschreitung der Schwäbischen Alb erreicht.
In Wald teilt sich der Weg nach Konstanz erneut.

#### Linzgauer Jakobsweg (Hauptweg zum Bodensee)
Man geht dann entweder eher östlich durch die Hügellandschaft des Linzgaus den Linzgauer Jakobsweg über Pfullendorf und Überlingen. Bei Owingen trifft der Weg auf den Jubiläumsweg Bodenseekreis.
In Überlingen gab es spätestens seit dem 15. Jahrhundert eine Jakobusbruderschaft. Deren Bestimmung war für Unterkunft und Verpflegung der Pilger zu sorgen. Dazu betrieben sie eine Pilgerherberge am sogenannten Blattergraben, das Gebäude stand außerhalb der Stadt zwischen dem ersten und zweiten Stadtmauerring. Die Pilger durften sich für eine Nacht dort aufhalten und erhielten einen Abendimbiss und eine Morgensuppe sowie einen Zehrpfennig. Mitglied in der Überlinger Bruderschaft konnte nur werden, wer folgende Bedingungen erfüllte: „Es ist von Anfang dieser Bruderschaft niemandes darein angenommen worden, er habe dann ain Walfart eintweders genn Sanct Jacob zu Compostell in Hispania, genn Rom zu St. Peter, genn St. Jod in Picardia oder zu unserer lieben Frauwen in Niderlandt gen n Aach volnbracht.“
Die Überlinger Jodok-Kirche wurde von dem reichen Überlinger Bürger Burkhart Hipp 1424 gestiftet. 1462 wurde sie auf dem Höhepunkt der Jakobsbewegung als Kirche der Jakobusbruderschaft St. Jodok geweiht.

#### Hegauer Jakobsweg (Nebenweg zum Bodensee)
Oder man wählt die westlichere, von Phonolithbergen und Basaltbergen geprägte Kegelberglandschaft des Hegaus, den Hegauer Jakobsweg über Stockach, Markelfingen und Wollmatingen. Bei Ludwigshafen am Bodensee trifft man auf den Bodensee-Rundweg und auf den SeeGang.
Der Hegauer Jakobsweg ist in der Regel nur in Richtung Konstanz und Santiago de Compostela ausgeschildert. Davon weicht die Wegvariante über die Insel Reichenau ab. Sie ist zwischen dem
Reichenauer Yachthafen und der Wollmatinger Kirche St. Martin in beide Richtungen „ausgemuschelt“.

#### Habsthaler Jakobsweg
Der Habsthaler Jakobsweg kommt in der Regel nicht von Tübingen, sondern vom Oberschwäbischen Jakobsweg aus Ulm her. Am Cursillohaus in Oberdischingen zweigt er nach Westen in Richtung Bad Saulgau ab.
In Pfullendorf vorzugsweise weiter auf dem Linzgauer Jakobsweg zum Bodensee über Überlingen nach Konstanz. Bei Überlingen trifft der Jakobsweg auf den SeeGang, den Bodensee-Rundweg und auf den Bodenseepfad.

### Ziel Konstanz
Die Mauritiusrotunde am Konstanzer Münster war schon im Mittelalter das Ziel zahlloser Pilger; und für andere eine wichtige Zwischenstation. Auch die Pilger auf dem Oberschwäbischen Jakobsweg von Ulm her kamen hier an und sammelten sich.
Heute markiert Konstanz den Übergang in die Schweiz.

### Schwabenweg
Vom Konstanzer Münster führt der Schwabenweg durch die Konstanzer Altstadt zur Landesgrenze und weiter durch die Kantone Thurgau, Zürich und Schwyz zum Kloster Maria Einsiedeln. Der Schwabenweg ist Teil der nationalen Wanderroute Nr. 4 ViaJacobi von SchweizMobil.

## Entstehung und Projektgruppen

### Europäischer Weg

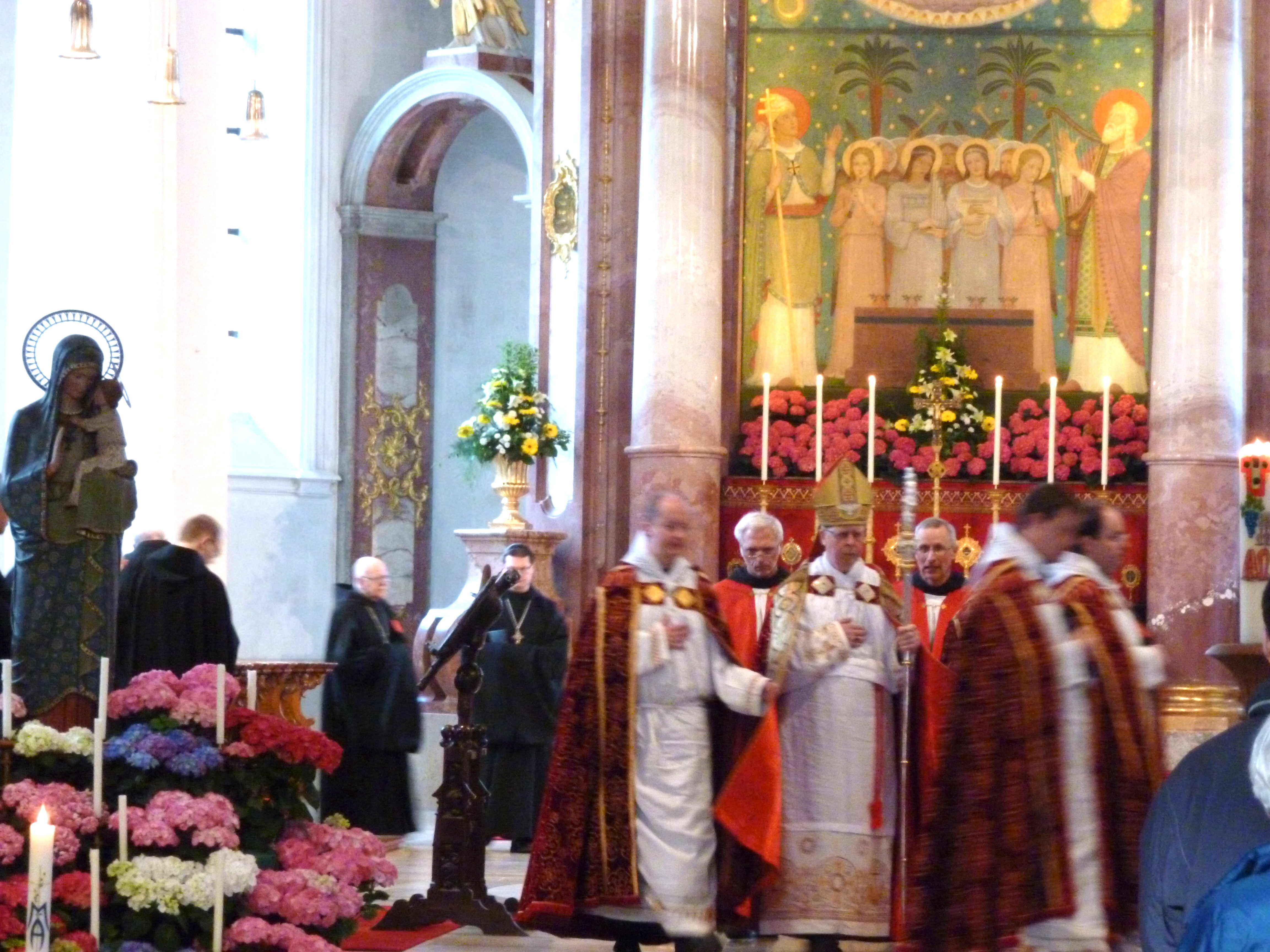
In der Regel kann im Kloster Beuron täglich ein Abendgottesdienst von Pilgern mitgefeiert werden

Der Weg wurde im Rahmen eines Projektes des Europa-Zentrums Tübingen/Stuttgart als europäischer Weg wiederbelebt und seit 2004 von einer Projektgruppe unter der Moderation des Benediktinermönchs Bruder Jakobus Kaffanke OSB von der Erzabtei Beuron ausgeschildert und eingepilgert.

### Beuroner Jakobspilger-Gemeinschaft
Seit 2008 wird die offene Beuroner Jakobspilger-Gemeinschaft aufgebaut, welche die kirchlich-kulturellen Zeugnisse festhält und die Pilger bei der Planung und Durchführung ihrer Reisen mit Beratung, Tipps, Pilgerausweisen und Begleitung unterstützt.
Seit 2009 ist der Wegabschnitt zwischen Neckar und Bodensee in Santiago de Compostela anerkannt.

### Jakobusbruderschaft Killer und Hohenzollerische Jakobusgesellschaft
Seit 2008 besteht die 1510 als Jakobusbruderschaft Killer erstmals gegründete Hohenzollerische Jakobusgesellschaft wieder, die den Hohenzollerischen Jakobsweg auszeichnete.